# Порай (гміна)
Гміна Порай (пол. Gmina Poraj) — сільська гміна у південній Польщі. Належить до Мишковського повіту Сілезького воєводства.
Станом на 31 грудня 2011 у гміні проживало 10844 особи.

## Територія
Згідно з даними за 2007 рік площа гміни становила 58.53 км², у тому числі:
- орні землі: 46.00%
- ліси: 40.00%

Таким чином, площа гміни становить 12.23% площі повіту.

## Населення
Станом на 31 грудня 2011:
| Опис     | Загалом | Загалом | Чоловіки | Чоловіки | Жінки | Жінки |
| -------- | ------- | ------- | -------- | -------- | ----- | ----- |
| одиниця  | осіб    | %       | осіб     | %        | осіб  | %     |
| все      | 10844   | 100     | 5221     | 48.15    | 5623  | 51.85 |
| міське   | 0       | 100     | 0        |          | 0     |       |
| сільське | 10844   | 100     | 5221     | 48.15    | 5623  | 51.85 |

## Сусідні гміни
Гміна Порай межує з такими гмінами: Жаркі, Камениця-Польська, Козеґлови, Мишкув, Ольштин.